# Hill Country Village, Texas
Hill Country Village là một thành phố thuộc quận Bexar, tiểu bang Texas, Hoa Kỳ. Năm 2010, dân số của xã này là 985 người.